# Лісе-Конти (Опольське воєводство)
Лісе-Конти (пол. Lisie Kąty, нім. Fuchswinkel) — село в Польщі, у гміні Пачкув Ниського повіту Опольського воєводства.
Населення — 83 особи (2011).

## Демографія
Демографічна структура станом на 31 березня 2011 року:
|          | Загалом | Допрацездатний вік | Працездатний вік | Постпрацездатний вік |
| -------- | ------- | ------------------ | ---------------- | -------------------- |
| Чоловіки | 37      | 6                  | 29               | 2                    |
| Жінки    | 46      | 9                  | 25               | 12                   |
| Разом    | 83      | 15                 | 54               | 14                   |